# Erythrophleum
Erythrophleum é um género botânico pertencente à família Fabaceae.

## Espécies
- Erythrophleum africanum
- Erythrophleum chlorostachys
- Erythrophleum fordii
- Erythrophleum guineense
- Erythrophleum judiciale
- Erythrophleum suaveolens